# Aquaman (film)
Aquaman (titlu original: Aquaman) este un film american din 2018 regizat de James Wan. Este creat în genurile film SF cu supereroi, de acțiune, de aventură. Rolurile principale au fost interpretate de actorii Jason Momoa  ca Aquaman, Amber Heard, Willem Dafoe, Patrick Wilson, Dolph Lundgren, Yahya Abdul-Mateen II și Nicole Kidman. Scenariul este scris de  David Leslie Johnson-McGoldrick și Will Beall pe baza unei povestiri de Geoff Johns, Wan și Beall. Este al șaselea film din universul extins DC. Este al treilea film artistic cu supereroul Aquaman, după Batman v Superman: Dawn of Justice (2016) și Justice League (2017), și primul film artistic de lungmetraj în care este personajul principal și titular. În Aquaman, Arthur Curry, moștenitorul regatului subacvatic al  Atlantidei, pentru a-și conduce poporul  trebuie să lupte împotriva fratelui său vitreg, Orm, care încearcă să unească cele șapte regate subacvatice împotriva lumii de la suprafață.

## Distribuție
- Jason Momoa - Arthur Curry / Aquaman
- Amber Heard - Mera:
- Willem Dafoe - Nuidis Vulko:
- Patrick Wilson -  Orm Marius / Ocean Master:
- Dolph Lundgren -  Nereus:
- Yahya Abdul-Mateen II - David Kane / Black Manta:
- Nicole Kidman - Atlanna:
- Temuera Morrison ca Thomas Curry, paznicul unui far și tatăl lui Arthur Curry.[10]

## Producție
Filmările au început în 2017. Cheltuielile de producție s-au ridicat la 160-200 de milioane $.

## Lansare și primire
A avut încasări de 988,6 milioane $.